# Sannah Nedergård
Sannah Nedergård (* 3. Oktober 1993 in Vaasa) ist eine finnlandschwedische Schauspielerin.

## Leben und Karriere
Nedergård wurde am 3. Oktober 1993 im zweisprachigen Vasa (finnisch Vaasa) in Ostbottnien geboren und ist mit Schwedisch als Muttersprache im Dorf Sundom aufgewachsen. Sie studierte an der schwedischsprachigen Hochschule in Vasa (Yrkeshögskolan Novia). Danach setzte sie ihr Studium an der Theaterakademie Helsinki fort, wo sie 2018 einen Masterabschluss im schwedischsprachigen Studiengang für Schauspielkunst erwarb.
Sie begann ihre Schauspielerkarriere im Studenten-Theater Rampen in Vasa. Später spielte sie im Wasa Teater und Svenska Teatern. Ihr Debüt als Filmschauspielerin gab sie 2020 in dem Kurzfilm Satan i Gatan. Anschließend war sie 2021 in der Kjell-Westö-Verfilmung Den svavelgula himlen zu sehen. Außerdem spielte Nedergård 2022 in der Fernsehserie Jälkeläiset mit. Im selben Jahr trat sie in Vakuum auf. 2023 bekam sie in der Serie Codename: Annika eine Hauptrolle.
Wie andere finnlandschwedische Schauspieler, spielt Nedergård neben ihrer Muttersprache auch auf Finnisch. Ihre Schwester Sarah Nedergård ist ebenfalls Schauspielerin.

## Filmografie
- 2020: Satan i Gatan (Kurzfilm)
- 2021: Den svavelgula himlen (Spielfilm)
- 2022: Jälkeläiset (Fernsehserie, 2 Episoden)
- 2022: Vakuum (Fernsehserie, 3 Episoden)
- 2023: Codename: Annika (Fernsehserie)